# Добжинь (Опольське воєводство)
Добжинь (пол. Dobrzyń, нім. Groß Döbern) — село в Польщі, у гміні Любша Бжезького повіту Опольського воєводства.
Населення — 593 особи (2011).

## Демографія
Демографічна структура станом на 31 березня 2011 року:
|          | Загалом | Допрацездатний вік | Працездатний вік | Постпрацездатний вік |
| -------- | ------- | ------------------ | ---------------- | -------------------- |
| Чоловіки | 297     | 63                 | 212              | 22                   |
| Жінки    | 296     | 52                 | 175              | 69                   |
| Разом    | 593     | 115                | 387              | 91                   |